# N-623
La N-623 es una carretera nacional perteneciente a la Red de Interés General del Estado (RIGE), de un carril por sentido en la mayor parte de sus tramos. Su recorrido discurre entre la ciudad de Burgos, en Castilla y León, y Santander, en Cantabria. Comparte trazado con la carretera N-627, entre Burgos y San Martín de Ubierna, a pocos kilómetros de la ciudad de Burgos, en Castilla y León. 
Es una de las principales vías de comunicación entre la Meseta Central y la costa cantábrica. Durante su recorrido, atraviesa la cordillera Cantábrica por el puerto del Escudo. Además, esta vía constituye el trazado más corto en distancia entre las ciudades de Burgos y Santander.

## Historia
La actual carretera nacional es el resultado de la mejora de carreteras existentes ya en el siglo XIX. Durante los años 80 se realizaron labores importantes de ensanchado, corrección de curvas y mejora general del trazado.

## Trazado
Principales municipios y carreteras que atraviesa en la provincia de Burgos:
- Burgos
- Quintanilla Vivar
- Vivar del Cid
- Sotopalacios
- CL-629
- Quintanaortuño
- Ubierna
- San Martín de Ubierna
- Bifurcación con N-627
- Mata
- Quintanarrío
- Quintanilla-Sobresierra
- Tubilla del Agua
- Covanera
- San Felices
- Valdelateja
- Cilleruelo de Bezana
- Cabañas de Virtus
- N-232

Principales municipios y carreteras que atraviesa en Cantabria:
- Bollacín
- San Miguel de Luena
- Luena
- San Andrés de Luena
- Cazpurrión
- La Garma
- Retuerta
- Entrambasmestas
- Alceda
- Ontaneda
- San Vicente de Toranzo
- Villegar
- Borleña
- Corvera
- Aés
- Puente Viesgo
- Vargas
- N-634
- Carandía
- Renedo
- Parbayón
- Revilla de Camargo
- Muriedas
- Santander

## Alternativas
A pesar de que esta carretera es el camino más corto en cuanto a longitud entre Burgos y Santander, no es la ruta más rápida. Debido a sus fuertes rampas en su vertiente cántabra, que pueden llegar hasta el 15%, y a la dificultad para el tránsito de los vehículos pesados, el tiempo de desplazamiento es menor si se usa la A-67 hasta Aguilar de Campoo, y de allí a Burgos por la carretera N-627.
Además de por el factor tiempo, esta alternativa es más adecuada por comodidad y seguridad, así como su mayor disponibilidad en invierno por la afección de las nevadas al Puerto del Escudo.
Por todo esto, esta vía ha visto reducido notablemente su tráfico en los últimos años en favor del desvío por Aguilar de Campoo.